# Giuseppe Cavanna
Giuseppe Cavanna (* 19. September 1905 in Vercelli; † 3. November 1976 ebenda) war ein italienischer Fußballtorhüter und Fußballtrainer.
Obwohl er nie ein A-Länderspiel für Italien bestritt, feierte er 1934 mit der Squadra Azzurra den Gewinn des WM-Titels. Cavanna war ein Onkel von Silvio Piola, dem mit 274 Treffern bis heute erfolgreichsten Torschützen in der Geschichte der Serie A.

## Karriere
Giuseppe Cavanna entstammte der Jugendabteilung von Pro Vercelli, für die er 1925 in der italienischen Meisterschaft debütierte. Von 1929 bis 1936 spielte er für die SSC Neapel und erreichte mit der Mannschaft 1932/33 und 1933/34 jeweils den dritten Platz in der Serie A. Nach einer Zwischenstation bei Benevento Calcio in der Serie C kehrte Cavanna 1937 zu Pro Vercelli zurück, wo er 1939 seine aktive Laufbahn beendete.
Nach sechs B-Länderspielen 1931 wurde Giuseppe Cavanna 1934 von Trainer Vittorio Pozzo als Ersatztorhüter in den Kader der Italiener für die WM im eigenen Land berufen und wurde so, obwohl er nie ein A-Länderspiel für Italien bestritt, Fußball-Weltmeister.

## Erfolge
- Weltmeister: 1934